# Sphenometopa eluta
Sphenometopa eluta är en tvåvingeart som först beskrevs av Pandelle 1895.  Sphenometopa eluta ingår i släktet Sphenometopa och familjen köttflugor.
Artens utbredningsområde är Frankrike. Inga underarter finns listade i Catalogue of Life.